# Charcot-Insel

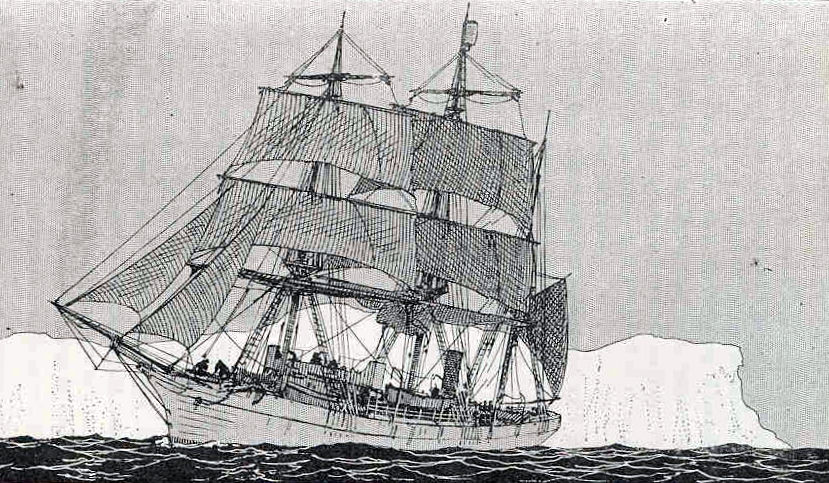
Die „Pourquoi-Pas ?“, Charcots Forschungsschiff in der Antarktis

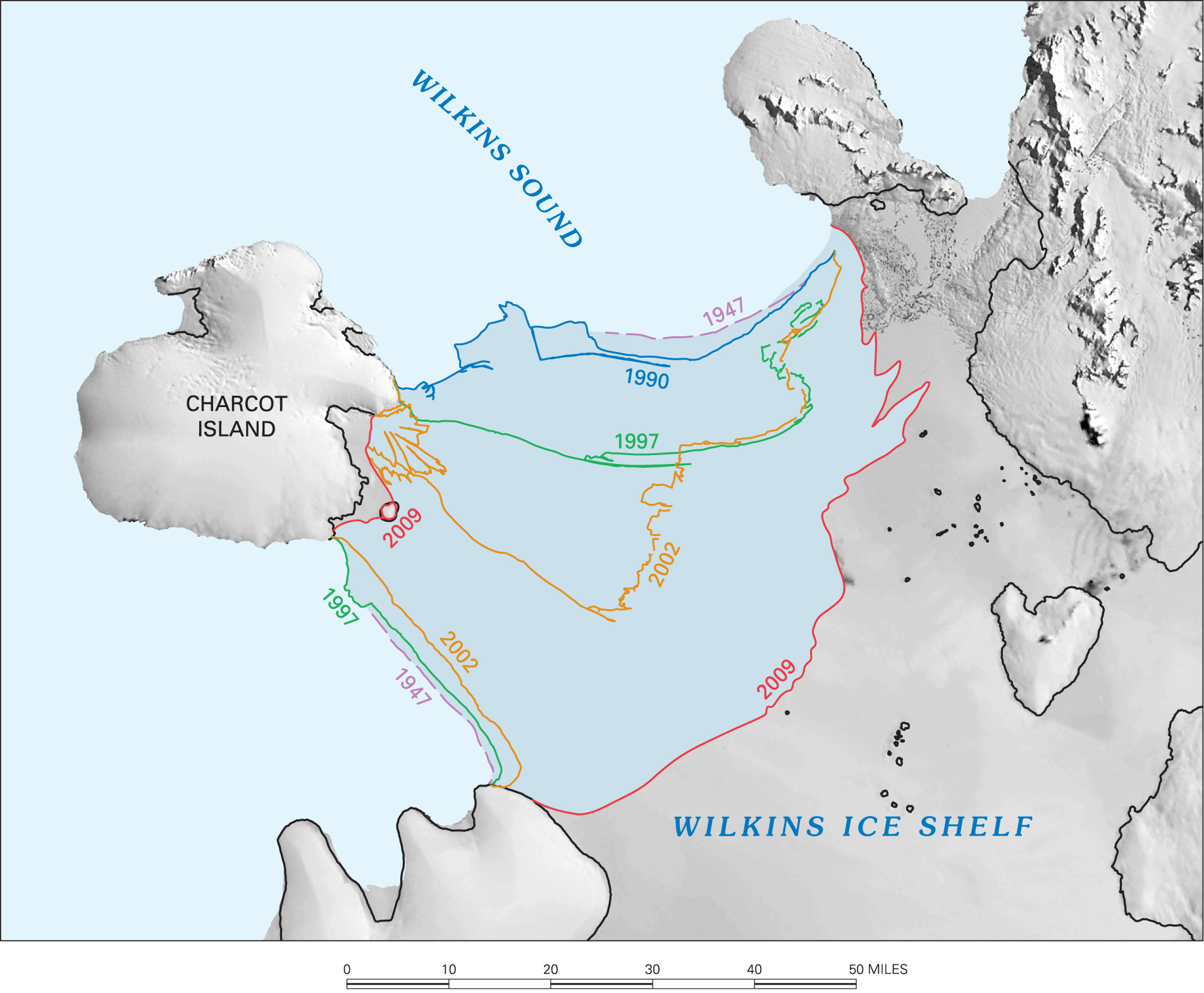
Karte mit Schelfeisrückgang

Die Charcot-Insel (auch Charcotland) ist eine Insel in der Antarktis 100 km westlich der Alexander-I.-Insel in der Bellingshausen-See.

## Geografie
Die 48 km lange und 40 km breite Insel ist mit Ausnahme der Marion-Nunataks, einer 12 km langen und im Mittel 600 m hohen Bergkette an der Nordküste mit Eis bedeckt. Die Höhe der Gipfel von Mount Martine am westlichen Ende des Gebirgszuges und Mount Monique am östlichen Ende beträgt 750 m bis 1000 m über dem Meeresspiegel.
Ein teilweise eisfreies Gebiet um die Marion-Nunatakker mit einer Ausdehnung von 9,2 km in Nord-Süd-Richtung und 19,2 km in Ost-West-Richtung ist als Besonders geschütztes Gebiet der Antarktis Nr. 170 (Antarctic Specially Protected Area No 170) nach dem Umweltschutzprotokoll zum Antarktis-Vertrag ausgewiesen.
2009 brach die letzte Verbindung zum Wilkins-Schelfeis auf. Aktuelle Radaraufnahme des Gebietes zwischen der Charcot-Insel und dem Wilkins-Schelfeis zeigt die von der ESA betriebene ’Webcam’ from Space (siehe Weblinks).

## Forschung
Auf seiner zweiten Antarktisexpedition mit dem eigens als Forschungsschiff gebauten Dreimaster „Pourquoi-Pas ?“ entdeckte Jean-Baptiste Charcot am 11. Januar 1910 ein Gebiet, das er, auf Empfehlung von Edwin Swift Balch (1856–1927) zu Ehren seines Vaters, des Neurologen Jean-Martin Charcot, Charcotland nannte. Der Inselcharakter von Charcotland wurde von Hubert Wilkins bei einem Rundflug über dem Gebiet am 29. Dezember 1929 festgestellt.
Der Zerstörer der United States Navy Brownson unternahm am 10. Februar 1947 im Rahmen der Operation Highjump einen erfolglosen Landungsversuch an der Nordküste der Insel.
Die Ronne Antarctic Research Expedition (RARE) fertigte Luftbildaufnahmen von Teilen der Insel an und führte am 23. Dezember 1947 eine erste Luftlandung durch. Eine Landebahn und eine provisorische 30 m² große Hütte wurden 1982 in der Nähe von Mount Martine von der Chilenischen Antarktis Expedition und der Chilenischen Luftwaffe erbaut. Geologen und Biologen des British Antarctic Survey führten von 1975 bis heute etwa zehn kurze Forschungsbesuche auf der Charcot-Insel durch.